# Cosio di Arroscia
Cosio di Arroscia este o comună din provincia Imperia, regiunea Liguria, Italia, cu o populație de 171 locuitori (1 ianuarie 2023) și o suprafață de 40,56 km².

## Demografie
Cosio di Arroscia - evoluția demografică

|  | Graficele sunt indisponibile din cauza unor probleme tehnice. Mai multe informații se găsesc la Phabricator și la wiki-ul MediaWiki. |

Date: Recensăminte sau birourile de statistică - grafică realizată de Wikipedia